# Oberea mentaweiensis
Oberea mentaweiensis är en skalbaggsart som beskrevs av Stefan von Breuning 1962. Oberea mentaweiensis ingår i släktet Oberea och familjen långhorningar. Inga underarter finns listade i Catalogue of Life.